# Allgemeine Arbeiter-Union – Einheitsorganisation
Die Allgemeine Arbeiter-Union – Einheitsorganisation (AAUE, auch AAU-E) war eine antiparlamentarische und antiautoritäre rätekommunistische Organisation in der Weimarer Zeit.

## Entstehung
Die AAUE konstituierte sich im Oktober 1921, nachdem es in der KAPD und der ihr angeschlossenen betrieblichen Organisation Allgemeine Arbeiter-Union Deutschlands (AAUD) zu verstärkter Kritik an der Unterordnung der AAUD unter die KAPD gekommen war. Ansatz der Kritik war es, eine politisch-betriebliche Einheitsorganisation aufzubauen. 
Der neuen Organisation schlossen sich wesentliche Teile der AAUD-Strukturen in Ostsachsen und Nordwestdeutschland sowie Minderheiten in anderen Regionen an; bekannte Gründungsmitglieder waren u. a. der ehemalige Reichstagsabgeordnete Otto Rühle, der Herausgeber der Aktion, Franz Pfemfert, der Dichter Oskar Kanehl und der bekannte Strafverteidiger in politischen Prozessen, James Broh.
Die AAUE gab die Wochenzeitungen Einheitsfront und Betriebsorganisation heraus und verfügte mit der Aktion über eine ihr nahestehende Zeitschrift. Durch die Verbindung mit der Aktion bewegten sich zeitweise auch Schriftsteller wie Max Herrmann-Neiße und Carl Sternheim im Umfeld der Organisation. Über die Mitgliederzahlen gibt es keine genaueren Angaben, die von Pfemfert genannten anfänglichen 60.000 Mitglieder dürften jedoch übertrieben gewesen sein.

## Fraktionskämpfe und Zerfall
Schnell kam es in der neuen Organisation zu Fraktionskämpfen und zentrifugalen Tendenzen, welche bis Mitte der 1920er Jahre zur Aufspaltung in mehrere, alle den Namen AAUE tragenden Gruppen führte. Die drei letztgenannten Organisationen dürften in der Endphase der Weimarer Republik alle jeweils einige hundert Mitglieder gehabt haben:
- „Heidenauer Richtung“ um die Zeitschrift Revolution. Sie pflegte eine individualistische und organisationsfeindliche Ausrichtung und löste sich konsequenterweise 1923 selbst auf.
- „Zwickauer Richtung“ um die Zeitschrift Weltkampf. Sie trat für die Beteiligung an Betriebsratswahlen und Annäherung an anarchosyndikalistische Positionen ein, 1923 erfolgt der Anschluss an die Freie Arbeiter-Union Deutschlands (FAUD).
- „2. Zwickauer Richtung“ um die Wochenzeitungen Proletarischer Zeitgeist (Zwickau, Auflage im Jahr 1932 von 2.400 Exemplaren) und Von Unten Auf (Hamburg). Sie zeigte Nähe zu anarchistischen Positionen und starke Intellektuellenfeindlichkeit. 1924 schloss sich dieser Organisation eine Gruppe ehemaliger KPD-Mitglieder um Ketty Guttmann an und konnte sich bis zur teilweisen Zerschlagung während der Zeit des Nationalsozialismus halten. Die Hamburger Gruppe um Otto Reimers gab in der Illegalität bis Mitte 1934 den Mahnruf heraus, anderen lokalen Gruppen gelang es teilweise die NS-Zeit zu überdauern.
- „Frankfurt-Breslauer Richtung“ um die Zeitschrift Die Proletarische Revolution. Sie stand in Verbindung zu den  rätekommunistischen Ideen der Individualpsychologie Alfred Adlers. Sie arbeitete eng mit Otto Rühle zusammen und war aktiv in der proletarischen Freidenkerbewegung. 1931 Zusammenschluss mit Teilen der AAUD und der KAPD zur Kommunistischen Arbeiter Union Deutschlands (KAUD). Im Kopf der KAUD-Zeitschrift Der Kampfruf, die bis 1933 in Berlin erschien, bezeichnet sich die Gruppe auch als KAU-RBO (Revolutionäre Betriebsorganisation).
- Ehemalige Mehrheitsfraktion der alten AAUE um Franz Pfemfert und Oskar Kanehl. 1926/1927 zeitweiliger Zusammenschluss mit einer ultralinken KPD-Abspaltung um Iwan Katz und dem Industrieverband für das Verkehrsgewerbe zum Spartakusbund linkskommunistischer Organisationen (Spartakusbund Nr. 2). Sie gab Einheitsfront und später Spartakus und Die Weltrevolution heraus, zerfiel aber 1932/33.

## Reorganisationsversuch
Versuche der Strömung um den Proletarischen Zeitgeist, nach 1945 in der Zwickauer Region die Organisation wiederherzustellen, wurden 1948 repressiv unterbunden, der leitende Aktivist der Gruppe, Wilhelm Jelinek, starb 1952 unter ungeklärten Umständen im Zuchthaus Bautzen.